# Igreja Evangélica Reformada de Confissão de Westminster
A Igreja Evangélica Reformada de Confissão de Westminster - IERCW (em alemão Evangelisch Reformierte Kirche Westminster Bekenntnisses), anteriormente conhecida como Igreja Evangélica Reformada de Confissão de Westminster na Áustria e na Suíça é uma denominação reformada, constituída na Áustria, em 1987, por missionários das Igrejas Reformadas Liberadas. Posteriormente, a denominação se espalhou pela Suíça e Alemanha.
Se diferencia de outras denominações reformadas na Europa continental por adotar a Confissão de Westminster como doutrina, o que geralmente é feito por denominações reformadas de tradição britânica (presbiterianas).

## História
Em 1984, o missionário Reinhold Widter iniciou a plantação de uma igreja reformada em Neuhofen.
Em 1999, uma segunda congregação foi formada em Rankweil e Reinhard Mayer tornou-se o seu pastor. Neste ano, a denominação foi formalmente organizada, com uma constituição própria. Na época, era conhecida como Igreja Evangélica Reformada de Confissão de Westminster na Áustria.
Em 2005, com apoio da Igreja de Rankweil, foi plantada a primeira igreja foi plantada na Suíça, em Winterthur e Thomas Reiner tornou-se seu pastor. A partir de então, passou a ser conhecida como Igreja Evangélica Reformada de Confissão de Westminster na Áustria e Suíça.
Em 2008, com apoio da Igreja de Winterthur, uma igreja foi plantada em Basel e Kurt Vetterli tornou-se seu pastor.
Em 2009, com o apoio da Igreja Presbiteriana na América, foi plantada uma nova igreja em Viena, pelo missionário americano Brad Hunter.
Em 2019, Peter Drost, pastor das Igrejas Reformadas Liberadas, iniciou a plantação de uma nova igreja em Graz.
Em 2021, uma congregação em Neuenburg, na Alemanha, se uniu a congregação, de forma que ela deixou de usar os adjetivos que se referiam aos países e passou a ser conhecida apenas como Igreja Evangélica Reformada de Confissão de Westminster.
No mesmo ano, a denominação era formada por cerca de 7 igrejas e 500 membros.

## Doutrina
A denominação se distingue de outras denominações reformadas por subscrever a Confissão de Fé de Westminster (CFW). Entre as doutrinas expressas nesta confissão estão: Trindade; Diofisismo; Predestinação; Graça Comum; Divina Providência; Queda e Pecado original; Depravação Total; Vocação eficaz; Expiação eficaz; Eleição Incondicional; Perseverança dos santos; Justificação pela fé; Ordo salutis reformada; Dois sacramentos (Batismo e Eucaristia) e a Guarda do Domingo como "sábado cristão". Além disso, a CFW expressa uma visão positiva da Lei de Deus, afirmando que embora não seja possível que os homens a cumpram integralmente, ela é o padrão que revela o caráter de Deus e deve ser observada por todos os cristãos. O Evangelho não anula a Lei. Assim, embora o homem não possa ser salvo por cumprir a Lei, ele deve obedecê-la por ser a revelação da vontade de Deus para os homens.
A CFW também afirma que todo poder é instituído por Deus, e portanto os cristãos devem obedecer os magistrados. Todavia, não pode o poder político interferir na igreja, seus sacramentos, cultos e ordens. A Confissão se opõe a bigamia, define casamento como relação apenas possível entre homem e mulher e só admite divórcio em caso de adultério e deserção irremediáveis. O sistema de governo presbiteriano é também definido na Confissão, regulando-se por sínodos e concílios.

## Relações intereclesiásticas
A denominação tem relações de igreja-irmã com a Igreja Presbiteriana Ortodoxa. Anteriormente teve relações com as Igrejas Reformadas Libertadas. Todavia, tais relações foram completamente cortadas depois que a denominação passou a permitir a ordenação de mulheres